# Halticoperla
Halticoperla is een geslacht van steenvliegen uit de familie Notonemouridae. De wetenschappelijke naam van het geslacht is voor het eerst geldig gepubliceerd in 1968 door McLellan & Winterbourn.

## Soorten
Halticoperla omvat de volgende soorten:
- Halticoperla gibbsi McLellan, 1991
- Halticoperla tara McLellan, 1991
- Halticoperla viridans McLellan & Winterbourn, 1968